# Kaniuki (województwo podlaskie)
Kaniuki (białorus.: Канюкі) – wieś w Polsce położona w województwie podlaskim, w powiecie białostockim, w gminie Zabłudów. Leży nad rzeką Narew.

## Historia
Od wieków mieszkańcy wsi trudnili się rybołówstwem. Źródła pisane mówią, że w okresie średniowiecza mieszkańcy Kaniuk zaopatrywali zamek w Bielsku w ryby.
Wieś królewska położona w starostwie bielskim w II połowie XVII wieku.
Według Pierwszego Powszechnego Spisu Ludności, przeprowadzonego w 1921 roku, Kaniuki były wsią liczącą 40 domów i zamieszkałą przez 276 osób (139 kobiet i 137 mężczyzn). Wszyscy mieszkańcy miejscowości zadeklarowali wówczas białoruską przynależność narodową oraz wyznanie prawosławne.
W latach 1975–1998 miejscowość administracyjnie należała do województwa białostockiego.
4 sierpnia 2019 r. w Kaniukach odbył się pierwszy białoruski festyn ludowy o nazwie Таго яшчэ ў Канюкaх не было / Tego jeszcze w Kaniukach nie było zorganizowany przez Sołectwo Kaniuki. Wśród gości z Polski i Białorusi wystąpił m.in. zespół As.

## Obiekty
We wsi znajduje się drewniana kaplica prawosławna pod wezwaniem Świętych Cyryla i Metodego.

## Turystyka
W miejscowości mieszka ludowy artysta rzeźbiarz Włodzimierz Naumiuk.
We wsi bardzo dobrze zachowała się tradycyjna drewniana architektura budynków mieszkalnych. Większość z nich pochodzi z przełomu XIX i XX wieku lub wczesnego okresu międzywojennego. Kaniuki to, przy Socach, Trześciance, Ciełuszkach, Rybołach oraz Wojszkach, jedna z nielicznych wsi w Polsce, gdzie można podziwiać ludowe ornamentacje wiejskich chałup, występujące w postaci okiennic, nad- i podokienników, ozdobnych oszalowań elewacji i szczytów drewnianych budynków mieszkalnych.
Wieś jest popularnym miejscem przystankowym podczas spływów kajakowych organizowanych na rzece Narew, na brzegu której jest położona.
Przez wieś przechodzą szlaki turystyczne:
- Podlaski Szlak Bociani
- Podlaski Szlak Kulturowy Drzewo i Sacrum

## Inne
Miejscowość zamieszkuje mniejszość białoruska. Mieszkańcy wsi posługują się na co dzień unikalną gwarą podlaską, będącą jednym z najdalej wysuniętych na północ i zachód dialektów języka ukraińskiego. Współcześnie gwara pielęgnowana jest głównie przez starsze pokolenie mieszkańców wsi, w związku z czym przewiduje się jej całkowite wyginięcie w najbliższej przyszłości.
Wieś w 2011 roku zamieszkiwało 59 osób.
W strukturze Kościoła Prawosławnego wieś podlega parafii pw. św. Kosmy i Damiana w pobliskich Rybołach.

## Galeria

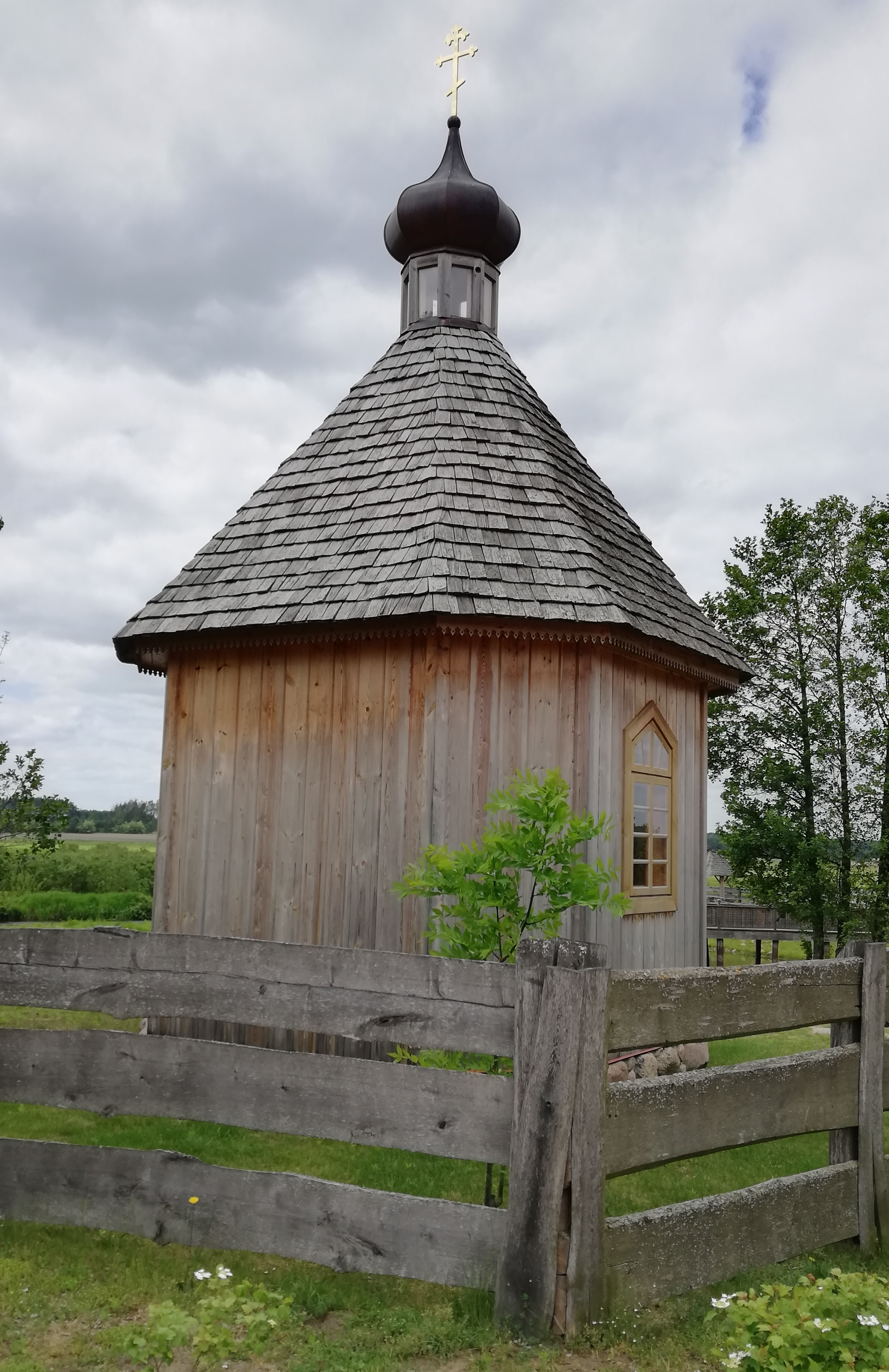
Prawosławna kapliczka nad Narwią
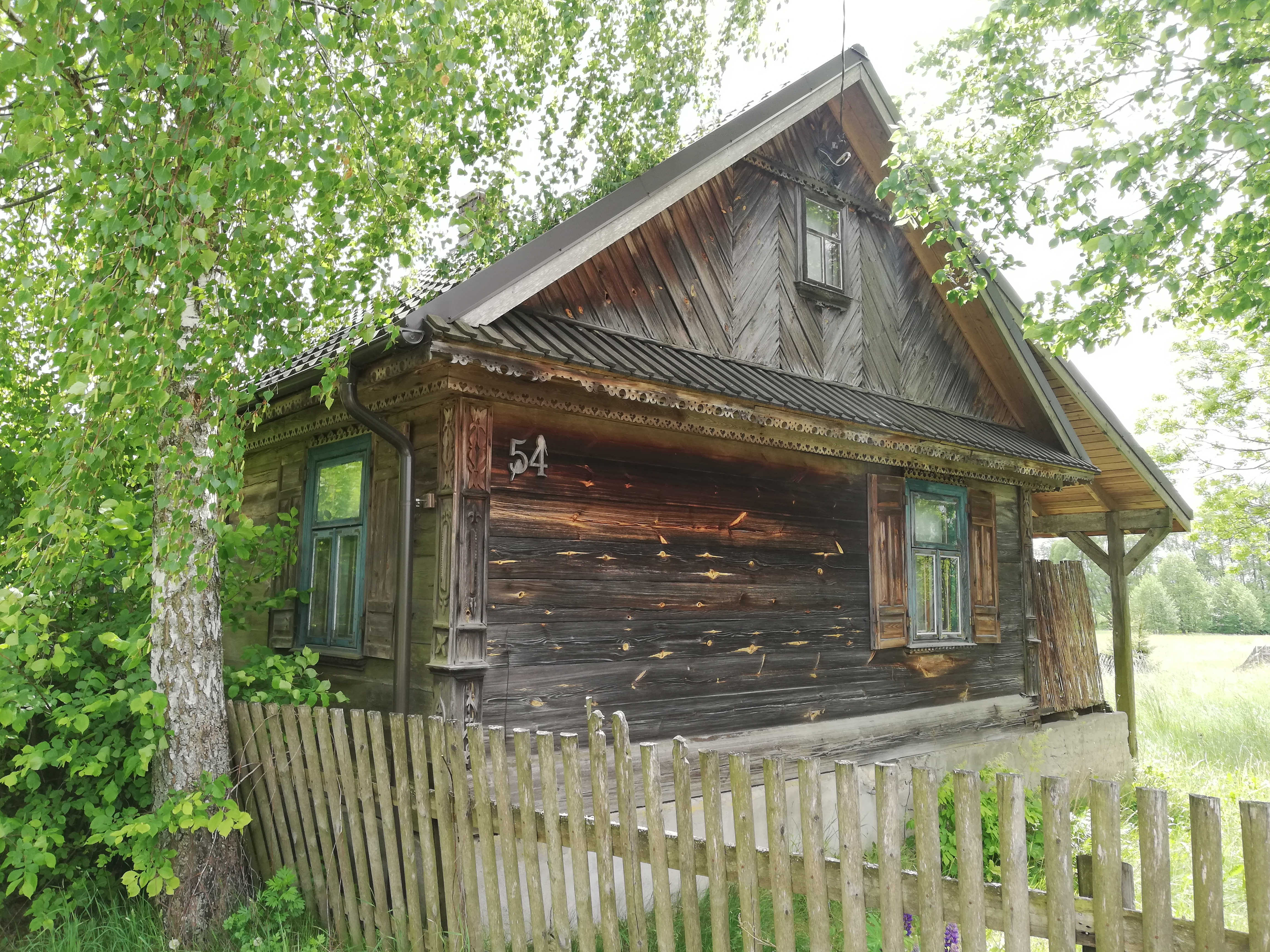
Tradycyjna architektura wsi
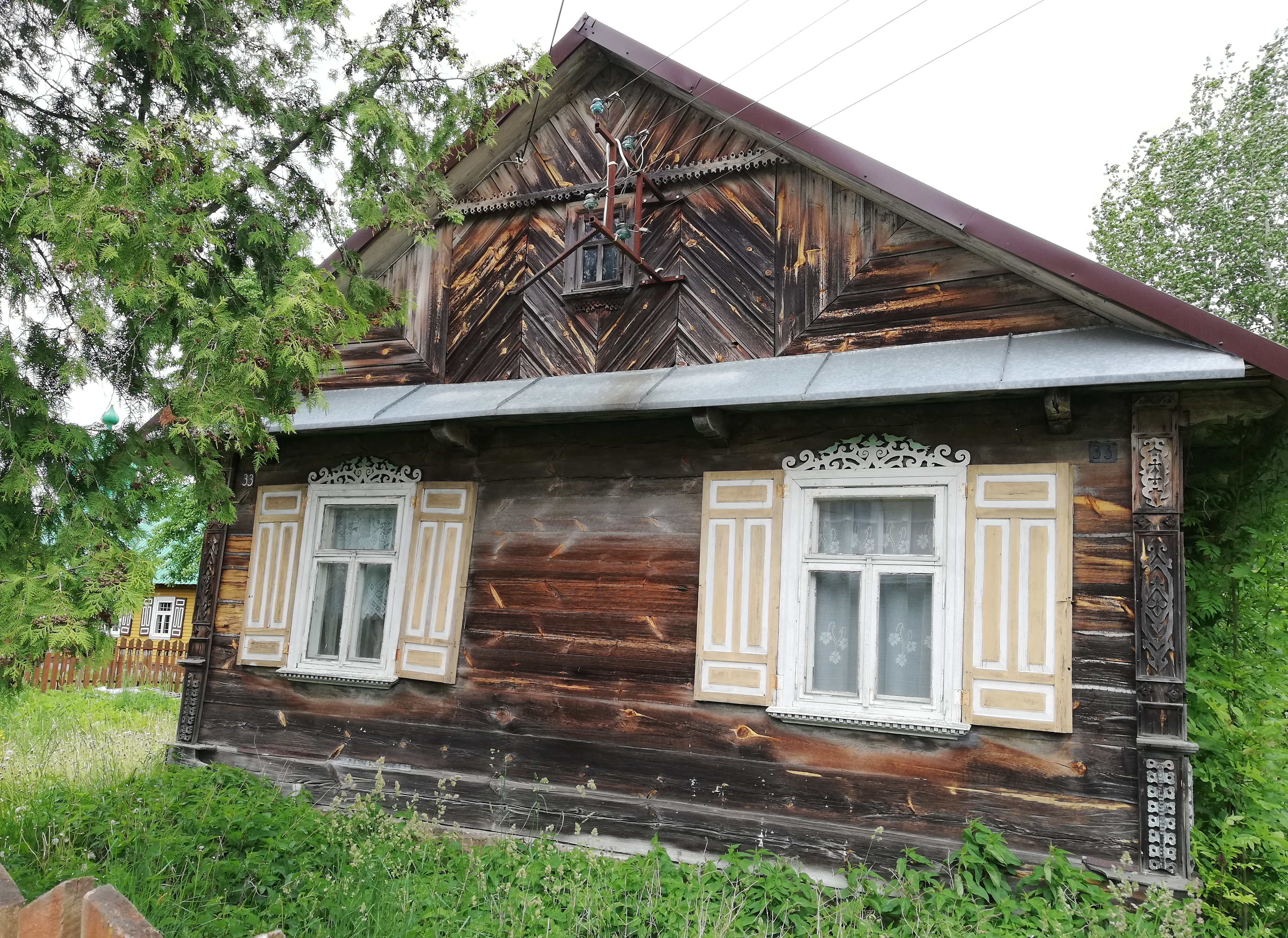
Tradycyjna architektura wsi
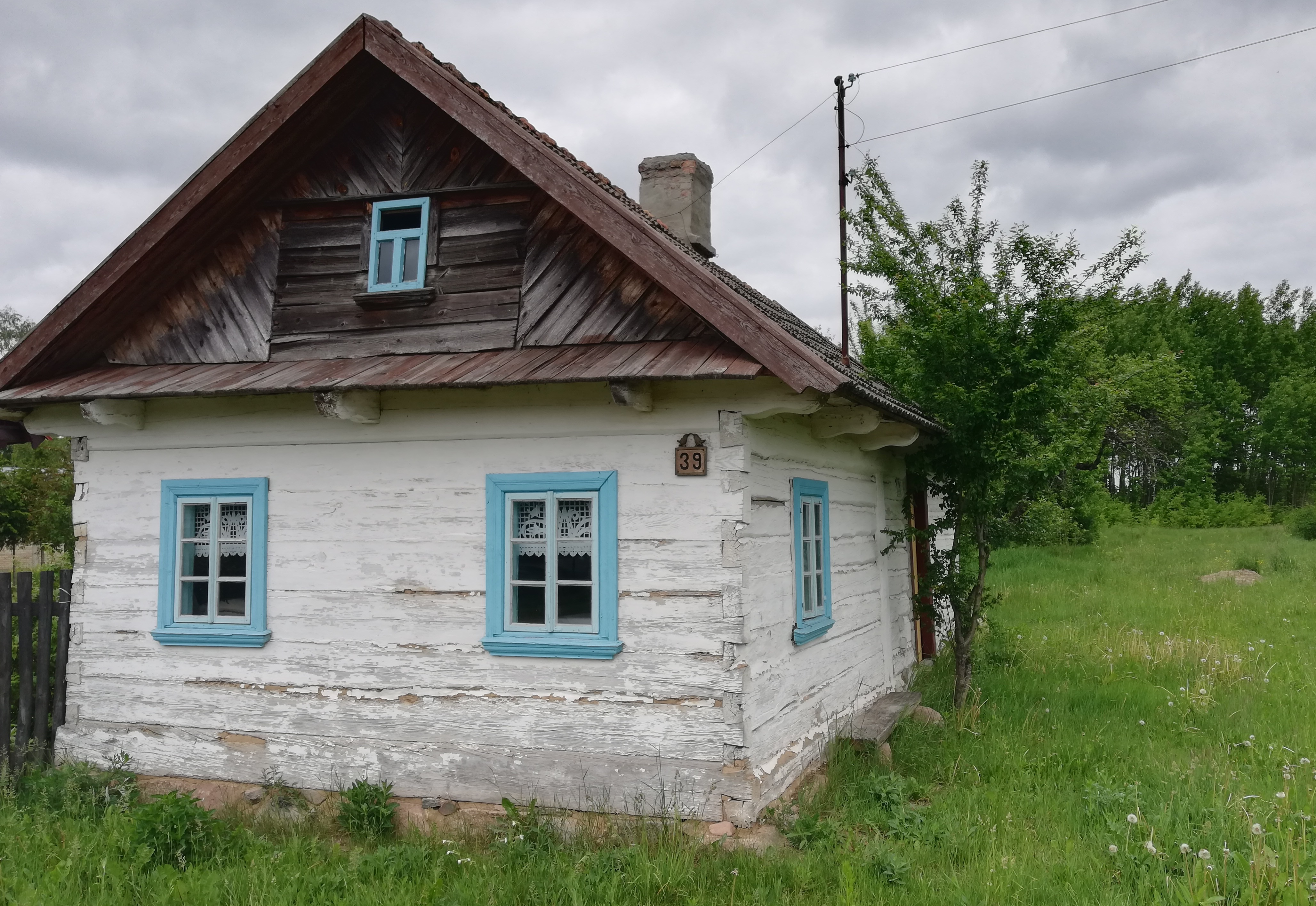
Tradycyjna architektura wsi
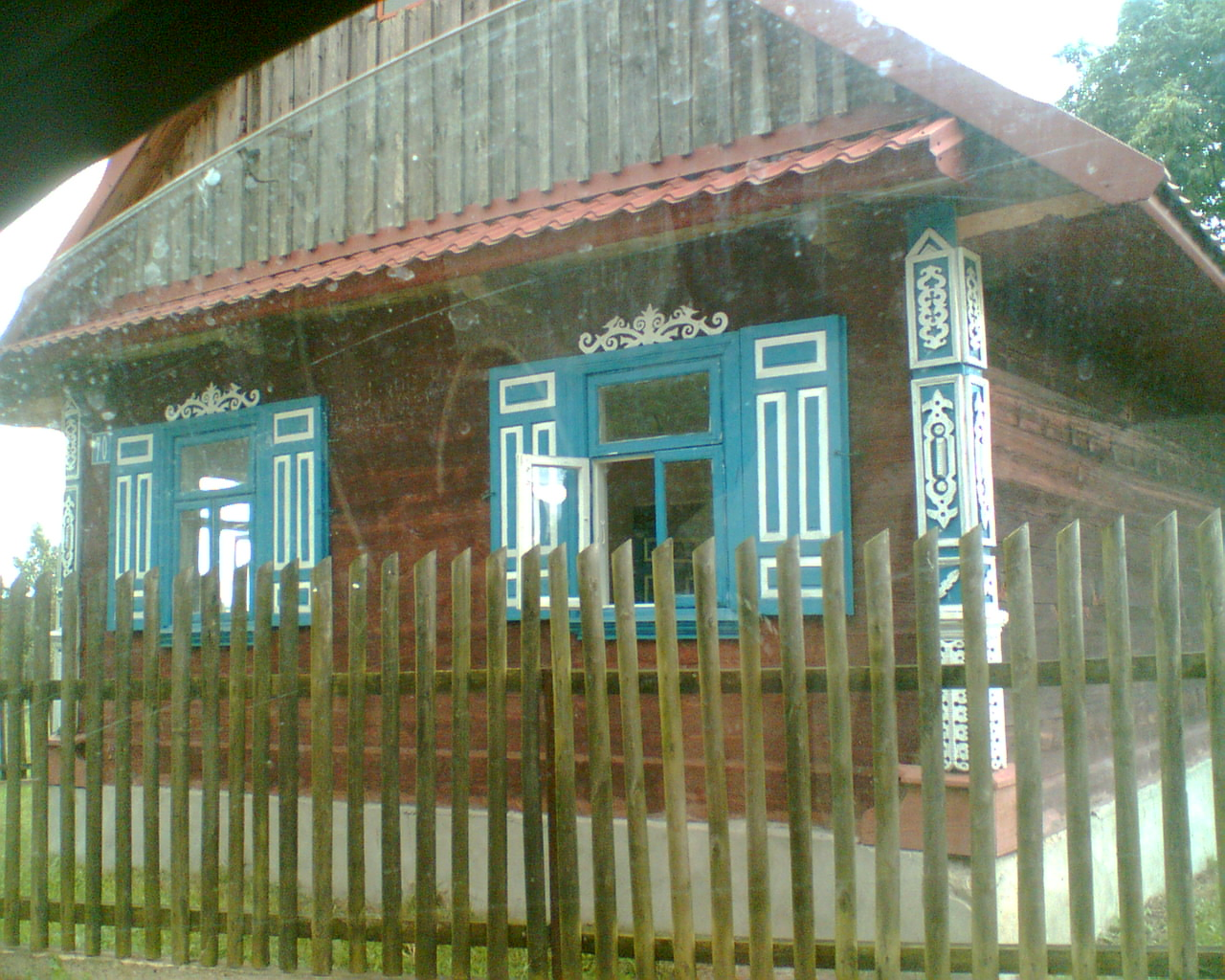
Tradycyjna architektura wsi
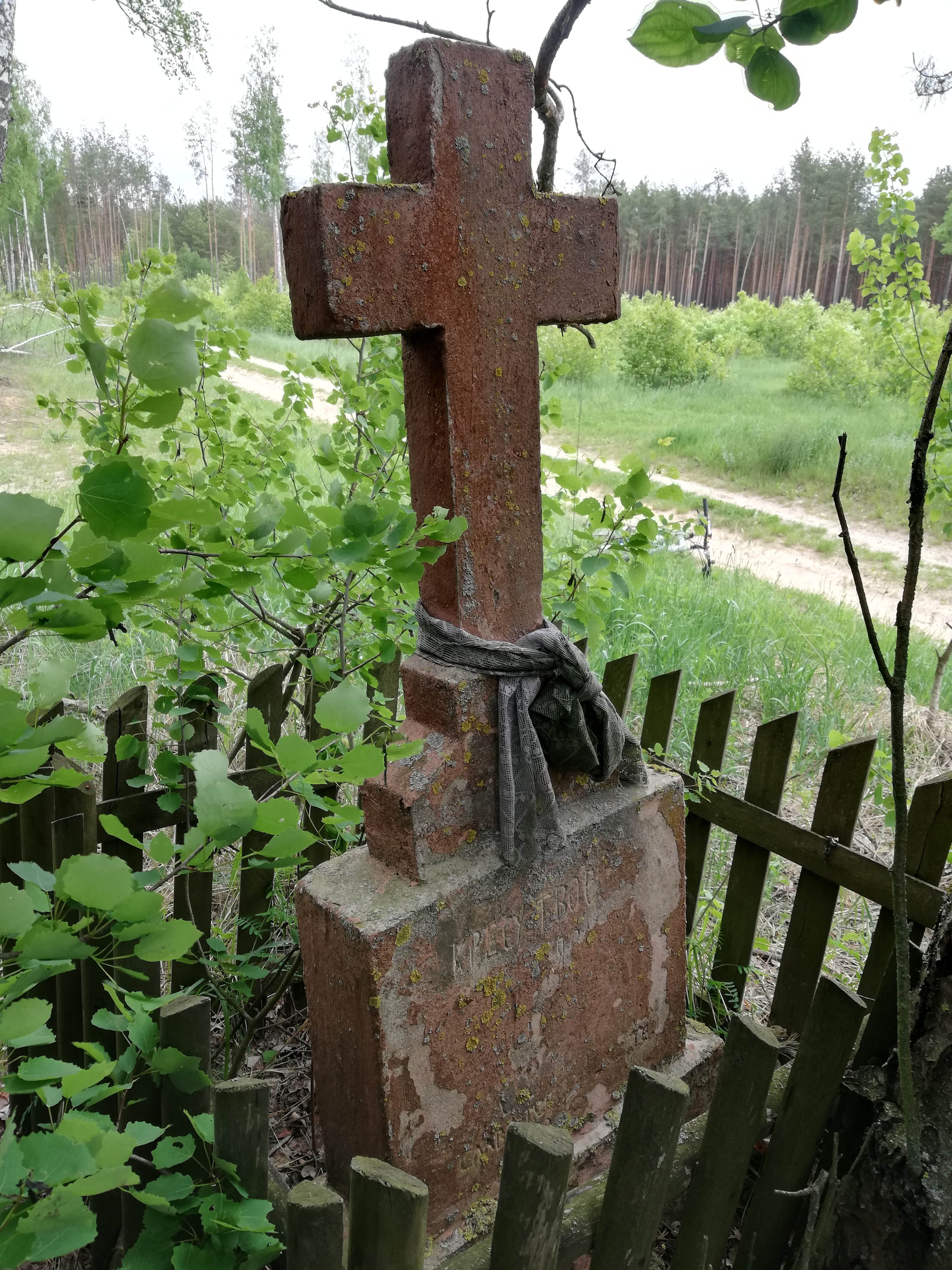
Stary krzyż wotywny z cyrylicznymi inskrypcjami na obrzeżach wsi